# Rena Kanokogi
Rena "Rusty" Kanokogi, geb. Rena Glickman, (Brooklyn, 30 juli  1935 - New York, 21 november 2009) was een Amerikaans judoka. 
'Rusty' Kanokogi vermomde zich in de jaren 1950 als man om te kunnen deelnemen aan judotoernooien, in die tijd een voor vrouwen verboden sport. Ze werd de eerste vrouw die aan judo deed in de exclusief mannelijke dojo van Kodokan in Tokio.
Kanokogi zorgde voor het eerste wereldkampioenschap judo voor vrouwen (New York, 1980) en was de coach van de Amerikaanse vrouwen bij de Olympische Spelen van Seoul (1988), toen judo voor vrouwen voor het eerst op het olympisch programma stond. 
Kanokogi leed al enkele jaren aan leukemie toen zij in november 2009 overleed. 